# Istrorumunjski jezik
Istrorumunjski jezik (ISO 639-3: ruo), jezik istočnoromanske skupine kojim na sjeveru Istre u nekoliko sela, poglavito Žejanama, Lanišću i Šušnjevici, danas govori nekoliko stotina Ćiribiraca (od 555 do 1500; 1994). Za neke je jezikoslovce istrorumunjski dijalekt rumunjskog.
U Hrvatskoj se od jezikoslovaca ovim jezikom bavi akademik August Kovačec.

## Govornici
Govornici istrorumunjskog jezika su Ćiribirci ili Istrorumunji. Točan broj govornika nije poznat, u UNESCO-ovoj Crvenoj knjizi (Red Book of Endangered Languages) spominje se broj od između 500 do 1000 osoba (560; 1994). Etnički su Ćići međutim daleko brojniji. Mnogi su poprimili hrvatski jezik i danas se smatraju Hrvatima, a znatan dio je ’50-tih godina dvadesetog stoljeća iselio u prekomorske zemlje.

## Povijest
Ćiribirci su bili Murlaci koje je sredinom 15. st. Ivan VII Frankapan naselio s Velebita na otok Krk. Radilo se o 200-tinjak obitelji koje su zapravo skoro sve bile hrvatske, a ne murlačke tj. vlaške, ali koje su očito na Velebitu bile u vlaškom okružju te su poprimile njihov jezik i tradiciju. Od prezimena koje su vjerojatno bile doista vlaška spominju bila su npr. Bučul, Čutul, Prendivoj.
Već 1463. godine spominje se da su "Ćići" (prvi spomen tog pojma) Ivana Frankapana pljačkali po sjevernoj Istri. Očito je dio doseljenih "Murlaka" s Krka preselio u Istru gdje su se s vremenom i trajno nastanili. Vjerojatno je u Istru odselio tek manji dio njih jer su sva sela koja su osnovali na Krku i dalje ostala postojati, a postoje i danas.

## Krčkorumunjski
S obzirom na tu povezanost krčkih "Murlaka" i Ćiribiraca u Istri, neosporno je da su istrorumunjski i krčkorumunjski bili povezani i slični, ako ne i jedan te isti jezik. Naime, krčkorumunjski je bio narječje kojim su na Krku govorili doseljenici s Velebita od sredine 15. stoljeća pa do 1875. godine kada je, prema povjesničaru Vjekoslavu Klaiću, umro posljednji govornik Mate Bajčić. O krčkorumunjskom narječju nema sačuvanih podataka pa je nemoguća usporedba s istrorumunjskim, ali povijesni podatci upućuju na njihovu usku vezu.

## Vanjske poveznice
- Labin Crtice iz Labina - Istrorumunji, Ćići, Vlasi ili Ćiribirci govore jezikom kojem se daje još tridesetak godina - učestala prezimena na Labinštini Faraguna i Poropat rumunjskog porijekla
- Vlaški - žejanski Književni kutak: Cire mi te bire, me betâru kråj
- Ethnologue (14th)
- Ethnologue (15th)
- Istro-Romanian[neaktivna poveznica] (en)
- The IstroRomanians in Croatia  Arhivirana inačica izvorne stranice od 30. studenoga 2020. (Wayback Machine) (en)